# Pál Várhidi
Pál Várhidi (Újpest, 6 de novembre de 1931 - Budapest, 12 de novembre de 2015), nascut com a Pál Vinkovics, va ser un entrenador i futbolista hongarès que jugava en la demarcació de defensa. Va ser pare del també futbolista i entrenador Péter Várhidi.

## Internacional
Va jugar un total de deu partits amb la selecció de futbol d'Hongria. Va debutar el 19 de setembre de 1954 en un partit amistós contra Romania, trobada que va guanyar el conjunt hongarès per 5-1. A més va disputar la Copa Mundial de Futbol de 1954 i els Jocs Olímpics de Roma de 1960, on va guanyar la medalla de bronze. El seu últim partit amb la selecció absoluta ho va disputar el 23 de juny de 1957 contra Bulgària.

## Clubs

### Com a futbolista
| Club      | País | Any         |
| --------- | ---- | ----------- |
| Újpest FC |      | 1949 - 1965 |

### Com a entrenador
| Club              | País | Any         |
| ----------------- | ---- | ----------- |
| Dunakanyar-Vác FC |      | 1966 - 1967 |
| Budapesti EAC     |      | 1968 - 1969 |
| Újpest FC         |      | 1974 - 1980 |

## Palmarès

### Com a futbolista

#### Campionats nacionals
| Títol | Club      | País    | Any  |
| ----- | --------- | ------- | ---- |
| NBI   | Újpest FC | Hongria | 1960 |

### Com a entrenador

#### Campionats nacionals
| Títol          | Club      | País    | Any  |
| -------------- | --------- | ------- | ---- |
| NBI            | Újpest FC | Hongria | 1974 |
| NBI            | Újpest FC | Hongria | 1975 |
| NBI            | Újpest FC | Hongria | 1978 |
| NBI            | Újpest FC | Hongria | 1979 |
| Copa d'Hongria | Újpest FC | Hongria | 1975 |